# Centrul de scafandri din Constanța
 Centrul de Scafandri din Constanța este înființat la 1 octombrie 1976 cu activitate de cercetare în domeniul hiperbar. 
Centrul de Scafandri a luat ființă prin desființarea Grupului 279 Scafandri (U.M. 02145) din garnizoana Mangalia, tehnica și efectivele grupului intrând în compunerea Centrului de Scafandri. Centrul de Scafandri funcționează ca instituție unică de brevetare a scafandrilor profesioniști și de inspectare a activităților cu scafandri. 

## Scurt istoric
- 1976: la 1 Octombrie este înființat Centrul de Scafandri din Constanța; la 1 octombrie se sărbătorește Ziua Scafandrului Român.
- 1977: nava Emil Racoviță intră în dotarea Centrului de scafandri Constanța având un deplasament de 1 200 tdw. Nava era fostul cargou Arad, reproiectat prin instalarea sistemului „Ulyss” la șantierul naval Turnu-Severin, pentru scufundări la mare adâncime.
- 1978: nava Emil Racoviță a executat mai multe ieșiri pe mare pentru scufundări reale la mare adâncime cu sistemul „Ulyss”. Au avut loc scufundări la 40 m, apoi de 4 ori la adâncimea de 70 m (la fiecare scufundare au intrat în turelă câte doi scafandri de mare adâncime), iar în final scafandrii au atins adâncimea de 100 m.
- 1979: intră în dotarea Centrului de scafandri din Constanța nava Grigore Antipa ce are un deplasament de 1 500 tdw. Nava a fost construită la șantierul naval din Mangalia.
- 1981: în luna Iulie s-a desfășurat cu rezultate foarte bune prima scufundare în saturație din România din seria „Pontus”, la adâncimea de 300 m cu amestec respirator Heliox.
- 1982: în luna Iunie în cadrul Laboratorului Hiperbar a fost executată o scufundare în saturație la 350 metri cu amestec Heliox, după o tehnologie de decompresie elaborată în Centrul de Scafandri.
- 1982: se elaborează Tabelele de decompresie cu aer LH-82, pentru scufundări cu aer până la 60 m adâncime.
- 1983: în Februarie are loc o nouă premieră națională când se execută prima scufundare în saturație cu amestecuri azot-oxigen (Nitrox) la adâncimea de 25 m. Această scufundare este urmată la scurt timp de o altă scufundare la adâncimea de 41 m. Apoi în luna Iunie s-a executat scufundarea „Pontus III” la 450 metri adâncime, cu Heliox.
- 1984: în luna Mai scafandrii Centrului de Scafandri realizează lucrările subacvatice de montare a jacket-ului la platforma marină Gloria la adâncimea de 48 m. La data de 07.11.1984 se montează reiser-ul de la platforma marină Gloria, o conductă în formă de „L” cu o latură de 60 metri și cealaltă de 500 metri.
- 1984: în luna Septembrie urmărind obținerea de noi recorduri naționale, scafandri români efectuează în cadrul Laboratorului Hiperbar al Centrului de Scafandri o scufundare în saturație la 500 m adâncime, cu amestec Heliox. Scufundarea a început pe data de 25.09.1984 la orele 10.00.
- 1985: echipe de scafandri ale Centrului de Scafandri execută lucrări subacvatice pentru instalarea conductei submarine de la platforma „Gloria”.
- 1989: se elaborează Tabelele de decompresie la suprafață LH-89.
- 1995: a devenit membru cu drepturi depline în cadrul comisiei UDWG (NATO Underwater Diving Working Group), grup de lucru care se ocupă cu standardizarea operațională, tehnică și procedurală în domeniul scufundărilor.
- 2007 Centrul de Scafandri din Constanța, a fost dotat cu aparatură de profil la standarde NATO: aparate recirculatoare de respirat cu circuit închis și semiînchis (LAR VII Combi) pentru scafandri de luptă și recirculatoare cu circuit semiînchis (SMT) pentru scafandrii deminori, produse de firma Dräger AG.

## Organizare
Organizarea Centrului de Scafandri la înființare a avut următoarea structură: 
- Comandamentul Centrului de Scafandri cu subunități de bază: 
  - Grupul Scafandri de Mare Adâncime (G.S.M.A.),
  - Grupul Scafandri de Luptă,
  - Cabinetul de studii și dresaj animale marine,
  - Laboratorul de cercetare privind pătrunderea omului sub apă
- Subunități și formațiuni de servicii.

Realizat în colaborare cu firma Comex S.A. Industries din Franța, Centrul de Scafandri are în dotare două barocamere multiloc și o hidrosferă în care se execută: 
- pregătirea și antrenarea scafandrilor în vederea folosirii diferitelor tehnologii de scufundare și tipuri de aparate de respirat sub apă,
- cercetări în vederea realizării de noi tehnologii de scufundare și medicale,
- testări de aparate și tehnică utilizată în activități de scufundare,
- teste de aptitudini în vederea selecționării scafandrilor.

Centrul de Scafandri a fost vizitat de celebrul comandant Jacques-Yves Cousteau cu prilejul expediției navei Calypso în Marea Neagră. 